# La Foulée Blanche
La Foulée Blanche – długodystansowy bieg narciarski, rozgrywany co roku w styczniu, we wschodniej Francji, w miejscowości Autrans. Organizowany jest od 1979 roku, jednak kobiety po raz pierwszy startowały rok później. Trasa biegu liczy 42 km, rozgrywany jest techniką dowolną. Od 2016 roku bieg ten należy do cyklu FIS Worldloppet Cup. Z powodu niekorzystnych warunków pogodowych maraton został odwołany w latach: 1988, 1989, 1990, 1993, 1996, 1998, 2007, 2015 i 2017.
Najwięcej zwycięstw wśród mężczyzn odniósł reprezentant Francji Stéphane Passeron, który zwyciężał pięciokrotnie w latach: 1999, 2001, 2002. 2003 i 2004. Wśród kobiet najczęściej zwyciężała Francuzka Anouk Faivre-Picon, która była najlepsza w latach: 2010, 2011, 2012 i 2014.

## Lista zwycięzców
| Rok  | Mężczyźni                                | Kobiety                                  |
| ---- | ---------------------------------------- | ---------------------------------------- |
| 2025 | Mattis Basille                           | Maëlle Veyre                             |
| 2024 | Maurice Manificat                        | Emilie Bulle                             |
| 2023 | Gérard Agnellet (2)                      | Céline Chopard Lallier (3)               |
| 2022 | Adrien Backscheider                      | Céline Chopard Lallier (2)               |
| 2021 | Bieg odwołany                            | Bieg odwołany                            |
| 2020 | Bieg odwołany z powodu pandemii COVID-19 | Bieg odwołany z powodu pandemii COVID-19 |
| 2019 | Gérard Agnellet                          | Céline Chopard Lallier                   |
| 2018 | Robin Duvillard                          | Marion Colin                             |
| 2017 | Bieg odwołany                            | Bieg odwołany                            |
| 2016 | Jean-Marc Gaillard                       | Aurélie Dabudyk                          |
| 2015 | Bieg odwołany                            | Bieg odwołany                            |
| 2014 | Ivan Perrillat Boiteux (2)               | Anouk Faivre-Picon (4)                   |
| 2013 | Adrien Mougel                            | Coraline Hugue                           |
| 2012 | Ivan Perrillat Boiteux                   | Anouk Faivre-Picon (3)                   |
| 2011 | Benoît Chauvet                           | Anouk Faivre-Picon (2)                   |
| 2010 | Benoît Dufour                            | Anouk Faivre-Picon                       |
| 2009 | Vincent Vittoz                           | Émilie Vina                              |
| 2008 | Christophe Perrillat                     | Marion Barnet                            |
| 2007 | Bieg odwołany                            | Bieg odwołany                            |
| 2006 | Juan Jesús Gutiérrez (2)                 | Anne-Laure Mignerey (3)                  |
| 2005 | Juan Jesús Gutiérrez                     | Florence Marguet                         |
| 2004 | Stéphane Passeron (5)                    | Annick Vaxelaire (2)                     |
| 2003 | Stéphane Passeron (4)                    | Anne-Laure Mignerey (2)                  |
| 2002 | Stéphane Passeron (3)                    | Anne-Laure Mignerey                      |
| 2001 | Stéphane Passeron (2)                    | Sophie Villeneuve (2)                    |
| 2000 | Lilian Gaillard                          | Annick Pierrel                           |
| 1999 | Stéphane Passeron                        | Sophie Villeneuve                        |
| 1998 | Bieg odwołany                            | Bieg odwołany                            |
| 1997 | Hervé Balland (2)                        | Florence Geymond (2)                     |
| 1996 | Bieg odwołany                            | Bieg odwołany                            |
| 1995 | Hervé Balland                            | Marie-Pierre Guilbaud                    |
| 1994 | Guy Balland (3)                          | Florence Geymond                         |
| 1993 | Bieg odwołany                            | Bieg odwołany                            |
| 1992 | Guy Balland (2)                          | Florence Doussière                       |
| 1991 | O. Candaux                               | Isabelle Detouillon (2)                  |
| 1990 | Bieg odwołany                            | Bieg odwołany                            |
| 1989 | Bieg odwołany                            | Bieg odwołany                            |
| 1988 | Bieg odwołany                            | Bieg odwołany                            |
| 1987 | Dominique Locatelli                      | Sylvie Giry                              |
| 1986 | Guy Balland                              | Marie-Christine Subot (2)                |
| 1985 | Jean Gadiolet                            | Marie-Gabrielle Frasse-Sombet            |
| 1984 | Louis-Marc Loubet                        | Marie-Christine Subot                    |
| 1983 | M. Peccoz                                | E. Coppet                                |
| 1982 | B. Saillet                               | -                                        |
| 1981 | Ch. Miège                                | -                                        |
| 1980 | M. Imbault                               | A. Gamby                                 |
| 1979 | H. Bourgeois                             | -                                        |